# Flughafen Reichenhall-Berchtesgaden
Der Flughafen Reichenhall-Berchtesgaden war ein Regierungsflughafen während der Zeit des Nationalsozialismus. Er lag auf dem Gebiet der Gemeinde Ainring im heutigen Ortsteil Mitterfelden. Das Gelände ist heute bebaut.

## Geschichte
Im April 1933 begann im Auftrag Adolf Hitlers die Erkundung eines Flugfelds für seinen zweiten Regierungssitz in Obersalzberg bei Berchtesgaden. Weder die Untersuchung des bestehenden Flughafens Mayerhof in Bad Reichenhall am 10. Juli 1933 (einschließlich Landung einer Ju 52 am 18. Juli) noch die Erkundung des Flughafens Salzburg-Maxglan im benachbarten Österreich stellte die Anforderungen zufrieden. Bei einem Flug über die Region legte sich Hitler selbst auf ein freies Feld im Gemeindebereich von Ainring fest. Am 1. August 1933 fand der erste Ortstermin statt und am 16. August ordnete Hitler den Kauf des Geländes und den Ausbau zum Flughafen an. Am 15. September erfolgte die erste Versuchslandung im Auftrag der Deutschen Lufthansa, Bereichsleitung Süd. Ab dem 7. Oktober wurde der Flugplatz unter der (Tarn-)Bezeichnung Sportflugplatz geführt und am 21. Januar 1934 offiziell eingeweiht.
Vom 21. bis zum 24. Juni 1934 war der neue Flughafen auf Wunsch von Hermann Göring Station des Deutschlandrundflugs. Von hier erfolgte der Weiterflug nach Obersalzberg, wo Hitler die Flugzeuge beobachtete. Am 28. August landete erstmals ein Flugzeug mit Hitler selbst als Passagier. Göring flog erstmals am 31. August 1934 vom Flughafen Reichenhall-Berchtesgaden nach Berlin. Im Hangar stand zukünftig sein Flugzeug stets einsatzbereit zur Verfügung.
Mit einem Tag der offenen Tür am 6. und 7. Oktober 1934 wurde das Flughafengebäude seiner Bestimmung übergeben. Es wurde im Heimatstil errichtet.
Während des Zweiten Weltkriegs war der Regierungsflughafen Reichenhall-Berchtesgaden auch ein Fliegerhorst der Luftwaffe mit verschiedenen hier stationierten Kommandos. Zudem war die Deutsche Forschungsanstalt für Segelflug angesiedelt worden.
Pläne zur Bombardierung des Flughafens wurden von den Alliierten verworfen, da der Fliegerhorst nicht als kriegsentscheidend eingestuft wurde und man die Forschungseinrichtung unbeschädigt übernehmen wollte.
Nach Einnahme durch die US-Armee wurden bis 1947 in der vorhandenen Barackensiedlung ehemalige KZ-Insassen, Juden und Displaced Persons untergebracht. Der Freistaat Bayern wurde 1947 Eigentümer des Areals. Von da an nutzte die bayerische Polizei Teile der ehemaligen Flugplatzanlagen. Im Umfeld entstand der Ortsteil Mitterfelden. Auf dem Gelände finden sich heute zahlreiche Neubauten des Fortbildungsinstituts der Bayerischen Polizei.
Am 5. September 1955 wurde auf dem ehemaligen Flugfeld ein Versuch mit Windenschlepp von Segelflugzeugen erfolgreich durchgeführt. Der folgende Antrag auf Wiederzulassung als Segelfluggelände wurde abgelehnt.
In drei Kellergewölben, die Teil der Flughafengebäude waren und heute zum Fortbildungsinstitut der Bayerischen Polizei gehören, befindet sich eine Dauerausstellung „Flughafen Mitterfelden während dem 2. Weltkrieg“.
Koordinaten: 47° 48′ 50″ N, 12° 57′ 35″ O